# Rudolf Mildner
Rudolf Mildner (Janov, 10 de julho de 1902 - desconhecido) foi um austríaco-alemão SS-Standartenführer. Ele serviu como chefe da Gestapo em Katowice e foi o chefe do departamento político no campo de concentração de Auschwitz, conduzindo métodos de interrogatório de "terceiro grau" de março de 1941 a setembro de 1943. Como tal, ele freqüentemente enviava prisioneiros para Auschwitz para encarceramento ou execução. Ele visitou Auschwitz em várias ocasiões. Em dezembro de 1944, foi nomeado chefe da SiPo, Gestapo e SD em Viena. Após a guerra, Mildner testemunhou nos Julgamentos de Nuremberg e permaneceu sob custódia até 1949.
De março de 1944 a junho de 1944, foi vice-chefe dos subescritórios IVA e IVB (Inimigos do Regime e Atividades das Seitas e Igrejas) no Escritório Central de Segurança do Reich (RSHA). Em dezembro de 1944, foi nomeado sucessor de Franz Josef Huber como chefe do SiPo, Gestapo e SD em Viena. Nessa função, ele foi responsável pela corte marcial e subsequente execução dos combatentes da resistência Major Karl Biedermann, Capitão Alfred Huth e Primeiro Tenente Rudolf Raschke, que tentaram salvar Viena da destruição entregando a cidade aos Aliados. Depois que Viena foi capturada pelos soviéticos, Mildner voltou para Linz, onde foi vice de Franz Josef Huber. Em maio de 1945, ele escapou para o oeste e foi preso por soldados do Exército dos EUA e testemunhou nos Julgamentos de Nuremberg. O exército americano deteve Mildner e "o salvou de cair nas mãos de investigadores de crimes de guerra, porque seu conhecimento da subversão comunista foi considerado útil".
Em Nuremberg, ele testemunhou a respeito do chefe do RSHA, Ernst Kaltenbrunner. Mildner declarou que, enquanto era o líder da Gestapo em Katowice, ele freqüentemente enviava prisioneiros para Auschwitz para prisão ou execução. Ele visitou Auschwitz em várias ocasiões e viu as instalações de extermínio. Mildner afirmou que tentou impedir a perseguição aos judeus na Dinamarca, mas foi rejeitado por Himmler. Ele foi libertado em 1949 e desapareceu para escapar da acusação. De acordo com um relatório desclassificado da CIA, Mildner foi autorizado a fugir para a América do Sul. A data e o local de sua morte são desconhecidos.